# Пуерто Рико ФК
Пуерто Рико Футбол Клуб (на испански: Puerto Rico FC) е пуерторикански професионален футболен клуб от Баямон, Пуерто Рико, основан през 2015 г. Отборът играе в Северноамериканската сокър лига. Той носи името на едоименния остров принадлежащ към групата на Големите Антили. В превод от испански името му „Богато пристанище“.
Прозвището „La Tropa Naranja“ („Оранжевата войска“) е наследство от „Пуерто Рико Айледърс“.

## История
Включва се в Северноамериканска сокър лига във втория си сезон през 2016 г. Завършва 9-и, но заема последното място поради липса на пролети резултати. Един от континенталните съперници на „Портокалите“ е „Тампа Бей Роудис“, където от доста време се подвизава нашия Георги Христов.
Първенството в елитната нациоална лига по футбол на Пуерто Рико през 2016 г. е отложено. Новосъздаденият открит шампионат на страната „Копа Луис Виярехо“ трябва да излъчи новия пуерторикански шампион. В турнира участват 7 отбора.
„Оранжевата войска“ преминава с лекота през „Гуаяма ФК“ и „Баямон ФК“. На финала разбива и креолския отбор на „Криойос де Кагуас“ с резултат 4:1 и хеттрик на Ектор Рамос. Така, играейки в първенството на САЩ, „Пуерто Рико ФК“ вдига първи трофей на родна земя на 20 ноември 2016 година.
През февруари 2017 г. е добавена втора купа във витрината на клуба. Надпреварата за „Баямон Сити Къп“, организирана от пуерториканската федерация по футбол, е спечелеа отово срещу Криойос де Кагуас.
„Копа Луис Виярехо“ изпраща оранжевите на международната сцена в клубния шампионат на Карибите. Записани са победи срещу вицешампиона на Суринам – Трансваал и Сколарс Интерешънъл. Единственото непреодолимо препятствие е ямайския гранд „Портмор Юнайтед“. Въпреки отпадането целта на Кармело Антъни е постигната. В Пуерто Рико играят не само отбори от САЩ, но и от региона на Карибите и дори от континентална Южна Америка.

## Успехи

### Нациоални
Копа Луис Виярехо
- Шампион (1): 2016

Баямон Сити Къп
- Носител (1): 2017